# Serches
Serches és un municipi francès situat al departament de l'Aisne i a la regió dels Alts de França. L'any 2007 tenia 296 habitants.

## Demografia

### Població
El 2007 la població de fet de Serches era de 296 persones. Hi havia 96 famílies de les quals 12 eren unipersonals (12 dones vivint soles i 12 dones vivint soles), 24 parelles sense fills, 52 parelles amb fills i 8 famílies monoparentals amb fills.
La població ha evolucionat segons el següent gràfic:
Habitants censats

### Habitatges
El 2007 hi havia 116 habitatges, 100 eren l'habitatge principal de la família, 3 eren segones residències i 13 estaven desocupats. 115 eren cases i 1 era un apartament. Dels 100 habitatges principals, 87 estaven ocupats pels seus propietaris i 13 estaven llogats i ocupats pels llogaters; 3 tenien dues cambres, 11 en tenien tres, 24 en tenien quatre i 62 en tenien cinc o més. 78 habitatges disposaven pel capbaix d'una plaça de pàrquing. A 31 habitatges hi havia un automòbil i a 61 n'hi havia dos o més.

### Piràmide de població
La piràmide de població per edats i sexe el 2009 era:
| Homes | Edats   | Dones |
| ----- | ------- | ----- |
| 0     | 95 o +  | 0     |
| 0     | 90 a 94 | 0     |
| 8     | 85 a 89 | 0     |
| 4     | 80 a 84 | 0     |
| 8     | 75 a 79 | 4     |
| 0     | 70 a 74 | 8     |
| 0     | 65 a 69 | 12    |
| 4     | 60 a 64 | 8     |
| 12    | 55 a 59 | 8     |
| 12    | 50 a 54 | 4     |
| 8     | 45 a 49 | 4     |
| 16    | 40 a 44 | 20    |
| 8     | 35 a 39 | 20    |
| 4     | 30 a 34 | 0     |
| 4     | 25 a 29 | 4     |
| 8     | 20 a 24 | 8     |
| 20    | 15 a 19 | 8     |
| 16    | 10 a 14 | 16    |
| 4     | 5 a 9   | 8     |
| 12    | 0 a 4   | 4     |

## Economia
El 2007 la població en edat de treballar era de 212 persones, 160 eren actives i 52 eren inactives. De les 160 persones actives 145 estaven ocupades (83 homes i 62 dones) i 15 estaven aturades (9 homes i 6 dones). De les 52 persones inactives 16 estaven jubilades, 25 estaven estudiant i 11 estaven classificades com a «altres inactius».

### Ingressos
El 2009 a Serches hi havia 105 unitats fiscals que integraven 300,5 persones, la mediana anual d'ingressos fiscals per persona era de 18.552 €.

### Activitats econòmiques
Dels 3 establiments que hi havia el 2007, 1 era d'una empresa d'informació i comunicació, 1 d'una empresa immobiliària i 1 d'una empresa de serveis.
L'any 2000 a Serches hi havia 7 explotacions agrícoles que ocupaven un total de 875 hectàrees.

## Poblacions més properes
El següent diagrama mostra les poblacions més properes.